# Charmin
Charmin és una marca de paper de vàter fabricat per Procter & Gamble. A Europa, és fabricat per l'empresa SCA i s'anomena Cushelle, i a Alemanya Zewa.

## Història
Charmin fou creat el 1928 per la companyia Hoberg Paper a Green Bay, Wisconsin. El 1950, Hoberg va canviar el nom de la companyia a Paper Charmin i contínua produint paper de vàter, tovallons i altres productes. Procter & Gamble (P&G) va adquirir la companyia de paper Charmin el 1957, però l'any 2008 va vendre els drets a l'empresa de paper SCA per produir i posicionar el producte a Europa, on és conegut com a Cushelle.

## Publicitat
Van fer una campanya de publicitat que va durar vint anys, els anuncis americans van ser protagonitzats per l'actor Dick Wilson, interpretant el personatge fictici del senyor Whipple, que deia als clients que, "Per favor no estrenyessin el Charmin ", emfatitzant la seva suavitat en més de 500 comercials entre els anys 1964 i 1985.
L'os de Charmin va ser creat per publicitat D'arcy i va ser introduït el 2000. El 2004 Procter & Gamble van canviar el nom la marca i l'empaquetatge, reemplaçant el tradicional nadó que tenia Charmin amb un os en un comercial de la Super Bowl.
La nova campanya de publicitat va ser nomenada "Flama a la naturalesa". Això va coincidir amb el llançament de Charmin al Canadà. L'os Charmin és ara la mascota de "Charmin ultra suau" i "Charmin ultra forta".

## Altres noms a Europa
El febrer de 2010, SCA anomenà Cushelle els productes de la marca a Europa. També existeix una mascota és un coala. En els anuncis de Cushelle, la veu és la fa Robert Webb.
El 2008 Charmin va passar a ser anomenat com a Zewa a Alemanya. No hi havia mascota en els anuncis, però en el primer anunci de Zewa va aparèixer l'os de Chamin.

## Impacte ambiental
Al febrer de 2009, Greenpeace va advertir que no s'usés paper de vàter Charmin perquè era dolent per al medi ambient.